# 城市足球場
城市足球場是位於英格蘭東米德蘭茲諾丁漢郡诺丁汉特倫特河（River Trent）河畔西布里奇福德區（West Bridgford）的足球運動場，自1898年已成為诺丁汉森林足球俱乐部的主場球場，全坐席可容30,576名觀眾。
城市足球場是1996年欧洲足球锦标赛的競賽場地之一，與森林的鄰居諾士郡的主場美度徑球場（Meadow Lane）相距僅300碼，是在英格蘭境內兩個最接近的職業運動場。城市足球場於2010/11年球季是全英冠聯賽容量第八大的球場，亦是除英超球場外全國容量第十大的球場。

## 歷史
1898年9月3日諾定咸森林遷移到新球場，為了籌募3,000英鎊搬遷費用，球會要求會員、支持者及商人認購面值5英鎊稱為「新球場計畫」（New Ground Scheme）的不記名債券，由此順利集資2,000英鎊。
新球場距離舊球場僅數百碼，在特倫特橋球場（Trent Bridge）對面，1897年6月18日為慶祝英國女王維多利亞60歲生日，诺丁汉獲頒予城市地位，雖然新球場座落城市邊界外圍，球場仍為紀念此事而命名為「城市足球場」（City Ground）。1957年10月12日秏資4萬英鎊建成的東看台啟用，設有板凳可供2,500名球迷入座，揭幕戰作客是稱為「巴斯比宝贝」的曼聯，有破紀錄67,804名觀眾進場見證曼聯這場2-1的勝仗。賽事用的皮球由兩隊球員簽名，仍然保存在諾定咸森林的獎盃室。

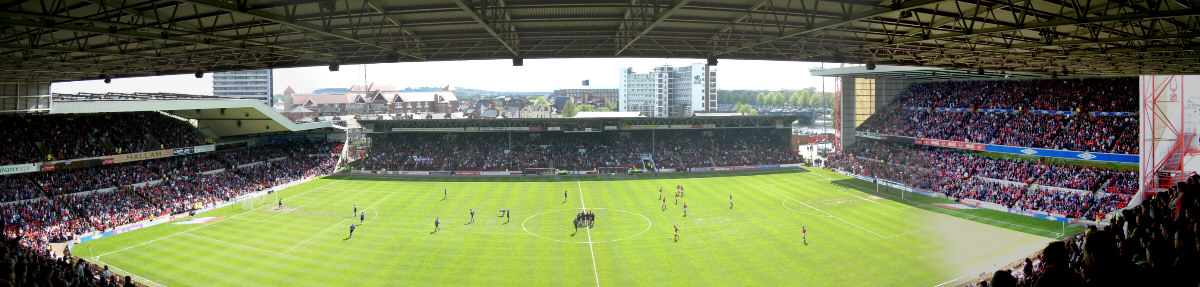
由白賴仁·哥洛夫看台上層俯瞰球場，對面為主看台，右方是特倫特看台，左方是布里奇福德看台

「主看台」（Main Stand）在1965年曾進行大規模重建，但1968年8月24日一場對的甲組聯賽進行中失火，火警於完半場前發生，可能源於更衣室區域，由於看台大部分為木結構，迅速陷於火海，最終被焚燬倒塌，球會的紀錄、獎盃、紀念品等通通在這場火災中失去；幸而雖然有多達31,126名觀眾，沒有傷亡報告。為此諾定咸森林有6場「主場」賽事需在鄰近的美度徑球場（Meadow Lane）舉行，但沒有一場取得勝仗。看台其後重建，可容5,708座。
「行政看台」（Executive Stand）於1980年秏資200萬英鎊建成，資金主要來自早兩年諾定咸森林贏得歐冠盃的所得款項，在白賴仁·哥洛夫（Brian Clough）帶領下諾定咸森林在本土聯賽及歐洲賽場均取得傑出成績，期間累積的金錢投資於這座可容10,000名觀眾的看台。在哥洛夫退休後看台更名「白賴仁·哥洛夫看台」（Brian Clough Stand），1990年代中期看台進行重修後由他本人親自主持重開。看台同時設有36個行政廂房及大餐飲區，是球會的機構接待服務的焦點。
城市足球場在1992/93年球季繼續進行重大發展，重建「布里奇福德看台」（Bridgford Stand），工程自1992年4月展開，當完工時新看台可容7,710名觀眾，下層可供5,131名作客球迷入座。這個看台有三份一的高度較矮造成頂蓋的形狀奇特，因市議會計畫規定須讓陽光可以照射到鄰近科爾威克路（Colwick Road）的屋宇。看台設置70個輪椅席位，同時設有供公眾廣播及控制電子記分板資訊的管理辦公室。
在另一方球門後的「特倫特看台」（Trent End）趕及於1996年欧洲足球锦标赛舉行前落成啟用，新看台是特倫特河（River Trent）突出的地標，可容7,338人，使到球場總容量達到30,576。

## 大型活動
1996年欧洲足球锦标赛在城市足球場進行3場"D"組分組賽，1996年6月11日克羅地亞憑戈兰·弗拉奥维奇的入球以1-0擊敗土耳其；6月14日葡萄牙同樣以1-0擊敗土耳其；6月19日葡萄牙以3-0擊敗克羅地亞後雙雙攜手出線晉級8強淘汰賽。
城市足球場曾於2007年及2008年連續兩年舉辦英格蘭女子足總盃決賽，2007年的決賽由阿仙奴女子隊對查爾頓女子隊，吸引24,529名球迷進場，打破2001年在塞尔赫斯特公园球场舉行由阿仙奴女子隊對富咸女子隊的13,824人舊紀錄，阿仙奴4-1獲勝奪標；2008年的決賽再破紀錄，有多達24,582名觀眾，結果阿仙奴以同樣比分4-1擊敗列斯卡內基成功衛冕。
除了足球競賽，城市足球場亦曾主辦兩項其他大型活動。2002年4月28日舉辦欖球「喜力盃」（Heineken Cup）準決賽，萊斯特老虎（Leicester Tigers）以13-12僅勝拉內利深紅隊（Llanelli Scarlets）；2005年7月6日城市足球場首次舉行音樂會，另类摇滚樂隊R.E.M.在20,000名樂迷前獻藝。

## 重置建議
諾定咸森林早前有意於球隊重返英超後重建城市足球場老舊的主看台，使球場總容量增加到40,000人。诺丁汉爭取成為英格蘭申辦2018年世界盃的12個主辨城市之一，基於城市足球場位於稠密的住宅區，四周圍繞私人、商業及工業樓宇，就算球場擴建後，亦因周邊的配套設施不足而不合適，諾定咸森林於2007年6月宣佈計畫離開使用超過100年的城市足球場，初步計畫遷移到市南部克利夫頓（Clifton），建立一個專用球場及具備住屋及休閒的發展區。但因交通運輸問題而轉移到加姆斯頓（Gamston），新場地計畫於2009年展示給英格蘭足球總會世界盃委員會，擊敗鄰近的打比（Derby）及莱斯特獲晉級第二輪的選舉。惟由於加姆斯頓的居民反對及遠離市區的地點，球場選址再度更改，市議會探討市中心以東約1英哩近斯宁顿（Sneinton），一幅正重新發展稱為伊斯特賽德（Eastside）的廢棄土地的可行性，雖然計畫仍在初步階段，但新球場須容納40,000至50,000名觀眾。諾定咸森林的球迷已為新球場的名稱提供建議，包括「白賴仁·哥洛夫競技場」（Brian Clough Arena）、「新城市足球場」（New City Ground）、「諾丁漢市體育場」（City of Nottingham Stadium）、甚至「罗宾汉競技場」（Robin Hood Arena）等等。新球場的興建仍有待成功申辦世界盃才能落實，如申辦失敗，諾定咸森林將重新啟動重建主看台的計畫。

## 外部連結
- The City Ground on NFFC's website
- Virtual Tour of The City Ground （页面存档备份，存于）
- Matchday at the City Ground （页面存档备份，存于）
- Google Maps Satellite Image Of The City Ground
- West Bridgford History